# Gorlago
Gorlago is een gemeente in de Italiaanse provincie Bergamo (regio Lombardije) en telt 4851 inwoners (31-12-2004). De oppervlakte bedraagt 5,6 km², de bevolkingsdichtheid is 921 inwoners per km².

## Demografie
Gorlago telt ongeveer 1851 huishoudens. Het aantal inwoners steeg in de periode 1991-2001 met 11,7% volgens cijfers uit de tienjaarlijkse volkstellingen van ISTAT.
| Jaar | Inwoneraantal |
| ---- | ------------- |
| 1991 | 4124          |
| 2001 | 4607          |
| 2004 | 4821          |

## Geografie
De gemeente ligt op ongeveer 233 m boven zeeniveau. Gorlago grenst aan de volgende gemeenten: Bolgare, Carobbio degli Angeli, Costa di Mezzate, Montello, San Paolo d'Argon, Trescore Balneario.

## Geboren
- Giuseppe Savoldi (1947), Italiaans voetballer